# Oxigenació

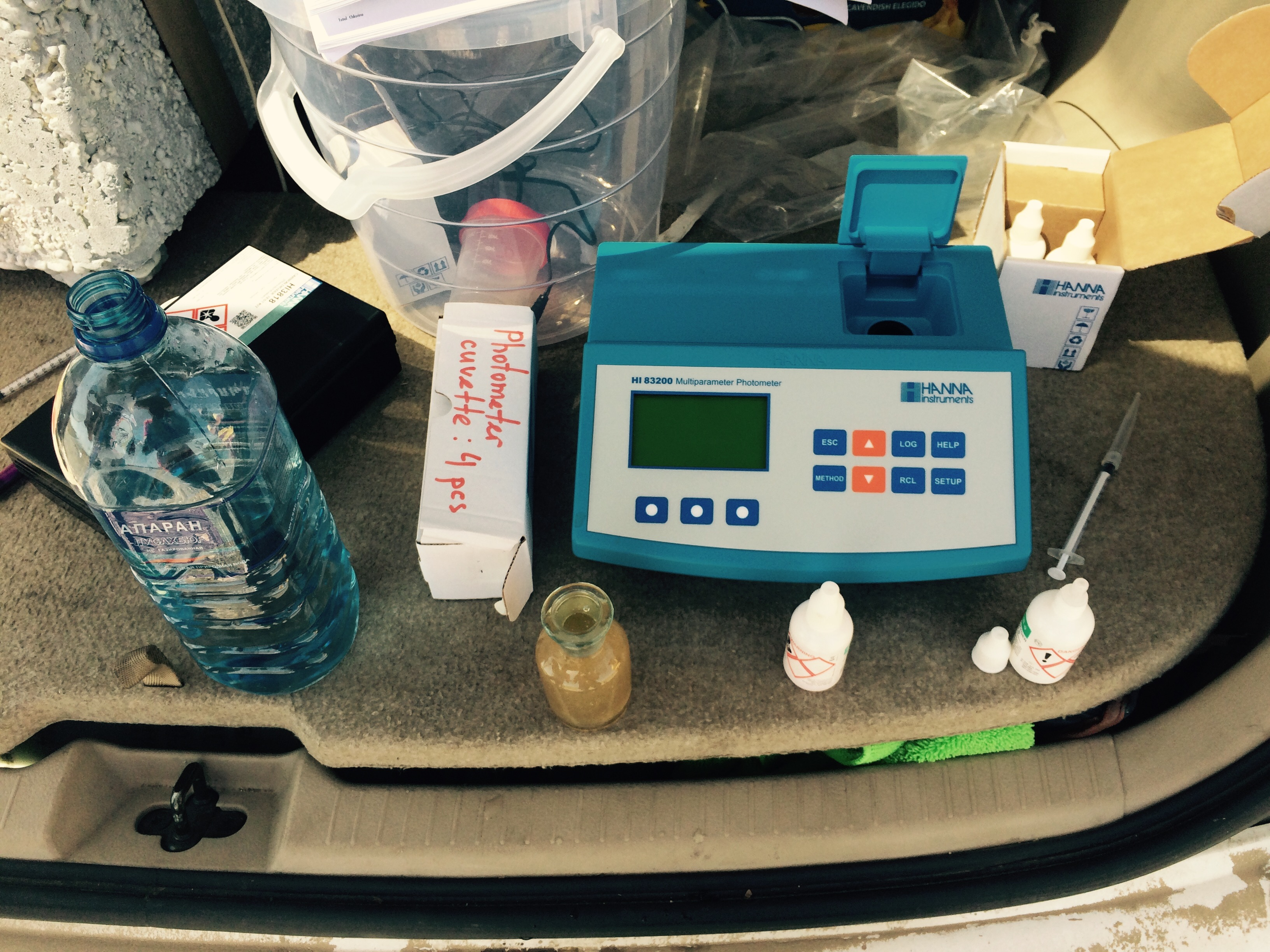
Mesura de l'oxigen dissolt mitjançant un fotòmetre multiparamètric

L'oxigenació es refereix a la quantitat d'oxigen en un mitjà. El nivell d'oxigenació de la sang s'empra com a sinònim de saturació d'oxigen, que descriu el grau de capacitat de transport d'oxigen de l'hemoglobina, normalment un 98-100% i es pot mesurar amb un pulsioxímetre.
L'oxigenació també es refereix al procés d'afegir oxigen a un mitjà com l'aigua o als teixits corporals.

## Oxigenació hiperbàrica
S'estudia si la oxigenació de teixits humans pot prevenir malalties com l'artrosi i el càncer. L'oxigenació hiperbàrica (HBO2) és la teràpia d'inhalació d'oxigen (O2), a altes dosis, (saturació que s'acosta al 100 %), per períodes curts i sota pressió dins d'una cambra completament pressuritzada (per sobre d'1.5 atmosferes).
Aquesta modalitat de tractament mèdic està indicada per a una sèrie de malalties molt ben delimitades. És important destacar que els efectes físics, fisiològics i bioquímics obtinguts mitjançant aquesta teràpia són deguts a la saturació d'oxigen a altes pressions; la cambra hiperbàrica sol ser el mitjà utilitzat per aconseguir-ho, ja que de qualsevol altra manera l'ambient de tractament no podria conformar-se. L'administració tòpica d'oxigen en una àrea aïllada del cos o de les extremitats no és oxigenació hiperbàrica.